# Об'єднана багамська партія
Об'єднана багамська партія — панівна політична партія на Багамах у 1950-их та 1960-их роках. Представляла інтереси білої олігархії, перебувала при владі у 1958–1967 роках. Лідером партії був Роланд Теодор Симонетт.